# Diana Guardato
Diana Guardato (o Guardati) (fl. XV secolo) è stata una nobile italiana del XV secolo.

## Biografia
Figlia di Zaccaria Guardato, nobile di Sorrento, consigliere e luogotenente del gran cancelliere del Regno di Napoli in detta città, fu la prima amante del giovane duca di Calabria, poi re di Napoli, Ferrante d'Aragona, e sua concubina.
Morì (secondo alcune fonti nel 1457) per il parto dell'ultimogenito Enrico, che fu anche il primo figlio maschio di Ferrante. Per tali ragioni è inverosimile che fosse anche madre di Ferdinando, come indicato da altre fonti, se questo doveva essere nato dopo Enrico.

## Discendenza
Dalla relazione con il sovrano napoletano nacquero i seguenti figli:
- Maria (1440-1460), moglie di Antonio Todeschini Piccolomini, duca di Amalfi (nipote di papa Pio II e fratello di papa Pio III);
- Giovanna (...– 1475 ca.), moglie di Leonardo Della Rovere, duca di Arce e Sora (nipote di papa Sisto IV e fratello di papa Giulio II).
- Ilaria, moglie di Giovanni del Tevere, prefetto di Roma e nipote di Sisto IV;
- Enrico ( ... – 1478), primogenito e marchese di Gerace.